# Сатурн-1Б
«Сатурн 1Б» (англ. Saturn IB) — американська ракета-носій, модернізована версія ракети-носія Сатурн-1, що має значно потужніший другий ступінь, S-IVB. На відміну від більш раннього Сатурна-1, ракета-носій Сатурн-1Б могла вивести командний і службовий відсіки або місячний модуль космічного корабля Аполлон на низьку навколоземну орбіту. Тому вона використовувалася для випробувань корабля Аполлон, поки ракета-носій Сатурн V ще не була готова. Пізніше застосовувалася в програмах «Скайлеб» і «Союз — Аполлон».

## Історія створення
22 червня 1962 року заступник директора НАСА по пілотованих космічних польотах Джозеф Ши представив Раді з управління пілотованими космічними польотами результати вивчення схеми місячної експедиції.
Того ж дня Рада, розглянувши пропозицію, одностайно вирішила:
- політ на Місяць з використанням ракети «Сатурн С-5» і стикування на місячній орбіті є найбільш прийнятним;
- необхідно негайно розпочати роботи по двоступеневій ракеті «Сатурн С-1В» (майбутня «Сатурн-1В») із запуском в середині 1965;
- необхідно негайно розпочати роботи по місячному модулю;
- продовжити роботи по ракеті «Нова».

Ці рішення були повідомлені керівництву НАСА. 28 червня 1962 року нарешті було досягнуто повного порозуміння і в керівництві НАСА, про що було офіційно заявлено 11 липня 1962 року у Вашингтоні. Ця заява поклала край всім розбіжностям і відкрила пряму дорогу для робіт по місячній експедиції зі стикуванням на місячній орбіті, хоча ще майже пів року тривали спроби Консультативного комітету з науки при Президентові США (PSAC) змінити позицію НАСА.
Такий вибір пояснювався більш ранньою можливою датою посадки на Місяць в порівнянні з іншими схемами і меншою (на 10—15 %) вартістю. Крім ракети «Сатурн С-5» для польотів на орбіті навколо Землі передбачалося використовувати двоступеневу ракету «Сатурн С-1В», другий ступінь якої являв би собою третій ступінь S-IVB від ракети «Сатурн С-5». Водночас повинні тривати дослідження за варіантом прямої схеми з екіпажем з двох осіб і ракетою «Сатурн С-5», а також по ракеті «Нова».
Створення ракети-носія «Сатурн С-1В» було ініційовано за наполяганням Роберта Гілрута, який вважав, що для випробувань командного модуля корабля «Аполлон» на навколоземній орбіті ракета «Сатурн С-1» або «Сатурн-1» недостатньо потужна.

## Конструкція
Ракета-носій «Сатурн С-1В» (згодом її назвали «Сатурн-1В») являла собою подальший розвиток ракети «Сатурн-1» і призначалася спочатку для відпрацювання командного модуля штатної комплектації, як в безпілотному, так і пілотованому варіантах.
Перший ступінь S-IB відрізнявся від аналогічного для «Сатурна-1» збільшеним об'ємом паливних баків і наявністю 8 форсованих двигунів H-1 тягою 93 тонни кожен.
Другий ступінь S-IVB був оснащений одним двигуном J-2 фірми Rocketdyne, що працює на рідкому кисні й водні, з тягою 102 тонни. Він був уніфікований з третім ступенем ракети «Сатурн V». При стартовій вазі 570 тонн ракета-носій «Сатурн-1В» могла виводити на орбіту корисний вантаж масою 18 тонн.

## Використання
Перший запуск цієї ракети відбувся 26 лютого 1966 року.